# جيري مكنمارا
جيري مكنمارا (28 أغسطس 1983 في الولايات المتحدة - ) (بالإنجليزية: Gerry McNamara)‏ هو مدرب كرة سلة ولاعب كرة سلة أمريكي في مركزي مدافع مسدد الهدف وهجوم خلفي. لعب مع نادي أولمبياكوس لكرة السلة ونادي بانيونيس لكرة السلة.

## وصلات خارجية
- جيري مكنمارا على موقع كرة السلة الأوروبية.كوم (الإنجليزية)
- جيري مكنمارا على موقع كلية كرة السلة في سبورتس رفرنس.كوم (الإنجليزية)
- جيري مكنمارا على موقع ريلجم (الإنجليزية)
- جيري مكنمارا على موقع سبورتس رفرنس (الإنجليزية)
- جيري مكنمارا على موقع سبورتس رفرنس (الإنجليزية)